# NOGAT
NOGAT (Northern Offshore Gas Transport) – газопровідна офшорна система в нідерландському секторі Північного моря, яка доставляє газ з родовищ Нідерландів, Данії та Німеччини до берегового газового хабу у Ден-Хелдер.
Традиційно потужна газова промисловість Нідерландів була зав`язана на розробку унікального родовища Гронінген. Проте в кінці 20 століття для підтримання рівня видобутку в розробку були залучені офшорні родовища Північного моря. Для транспортування їх продукції у 1992 році запустили систему NOGAT. Вона складається з трубопроводу діаметром 600 мм, що пролягає від платформи F3 до платформи L2, від якої природний газ спрямовується газогоном діаметром 900 мм до терміналу в Ден-Хелдер, де блакитне паливо приводиться до прийнятих у газотранспортній системі специфікацій.
Окрім постачання нідерландського офшорного газу, ця система пропонує споживачам:
- видобутий у данському секторі газ, доставлений по трубопроводу Тіра – F3, введеному в експлуатацію у 2004 році;
- газ із німецьких родовищ, що транспортується по газопроводу A6 - F3 довжиною 118 км та діаметром 500 мм.